# Raimond Valgre
Raimond Tiisel, más conocido como Raimond Valgre (7 de octubre de 1913 - 31 de diciembre de 1949), fue un compositor y músico estonio. Sus canciones y composiciones musicales le han convertido en uno de los intérpretes más populares y conocidos de Estonia. Es considerado como uno de los primeros creadores de la música popular en Estonia.

## Biografía
Raimond Valgre fue un compositor, músico y cantante estonio. Nació en Riisipere el 7 de octubre de 1913, en el seno de una familia de zapateros. Tras sus estudios de escuela primaria, continuó sus estudios en Paide, donde empezó a estudiar piano y más tarde en Rapla. Desde niño se interesó por la música y por instrumentos como, además del piano, el acordeón, la batería y la guitarra.
Inspirado por la  música jazz, que se popularizó en Estonia en la década de 1920, llegó a crear y componer canciones con un estilo musical único y personal.  La mayor parte de la vida Raimond Valgre la pasó en Tallin y en 1931 se graduó en la Escuela Técnica Superior Estatal de Tallin como ingeniero de obras y construcciones. Tras su servicio militar en el Batallón de Ingenieros,  su carrera musical arrancó cuando actuó en vivo con distintas bandas y orquestas de restaurantes y lugares de ocio en Tallin, Tartu y Pärnu.
En 1933, su primera canción, The Blonde Alexandra, se publicó bajo el seudónimo de G. Diesel. Esta canción formó parte del álbum Modern lööklaulud, un álbum que contó con la colaboración del violinista Artur Ranne e incluía siete canciones de Valgre. Pasó sus últimos veranos tocando en el Rannasalong. En 1939 conoció a Alice Feillet, con la que entabló una relación estrecha. Alice escribió la letra en inglés de canciones como I hear a little story in the music y Snowflakes. En verano de 1941 volvió a Pärnu, pero el 28 de junio de 1941 fue llamado a filas y se alistó en el Ejército Rojo. Al principio tuvo que servir militarmente en lugares de condiciones duras, como Arkhangelsk y Chebarkul. En marzo de 1942, se convirtió en miembro del conjunto musical del Octavo Cuerpo de Fusileros de Estonia y en 1944 fue elegido miembro de la Big Jazz Orchestra del Ejército en Narva. Durante la II Guerra Mundial, escribió melodías como Pronto volveré a ti, Abrigo de soldado gris, Marcha de Tartu, Vals de Narva, que acabaron siendo muy populares.
En 1946, tras verse truncadas sus esperanzas en ingresar en el Conservatorio Estatal de Tallin para los estudios de piano, se casó con Evi Hannus, un matrimonio que duró poco. En aquella época sus canciones sonaban en la radio, en restaurantes y fiestas de baile. Esta época dorada y de popularidad cambió cuando las autoridades soviéticas decidieron poner fin a la música  occidental y su influencia en la Unión Soviética. 
Se cree que, como resultado de su servicio en el Frente Oriental, Valgre cayó en el alcoholismo y la depresión, aun cuando antes de la II Guerra Mundial era prácticamente abstemio. Murió  en un accidente en Tallin el 31 de diciembre de 1949. Está enterrado en el cementerio de Metsakalmistu de Tallin.

## Legado musical
El resurgimiento de las composiciones de Valgre comenzó en la década de 1960 durante la Unión Soviética. Los mensajes poéticos en sus canciones, que trataban de la naturaleza, los sentimientos y la sociedad, contribuyeron a su redescubrimiento como figura musical. Entre sus temas musicales más conocidos están Saaremaa valss, Helmi y Sinilind. 
En total, compuso cerca de un centenar de canciones, y hoy en día cubren el repertorio muscial de muchos artistas conocidos.  Se han hecho grabaciones de su música a través de recopilaciones y discos de autor. Destacan los siguientes:  Raimond Valgre (Melodija, 1987) y los CDs de Las canciones de Raimond Valgre (interpretado por U. Lattikas; Forte, 1993), Cinco décadas de canciones de Raimond Valgre (ER, 1996), Te daré un beso, señor Valgre (Katrin Karisma y Tõnu Kilgas, acompañados por la Orquesta de las Fuerzas de Defensa de Estonia y dirigida por Peeter Saan, 1996), El pájaro azul (Anita Heino, Sirje Medell y Finest Sextet, 1996), Raimond Valgre (Sulev Luik, 1997), Canciones de Raimond Valgre (Karavan, 1997), Solo (A.-L. Poll, 1997), Canciones de Raimond Valgre (Karavan, 1997). Un cuento de hadas en la música (T. Paulus, 2001), Encantado de conocerle, Sr. Valgre (Francis Goya, 2001) y Cantanto ahora y a cada hora... (Coro femenino de la Universidad Técnica de Estonia y Coro masculino de ingenieros; ERCD, 2003). Se han publicado varias colecciones de canciones de Valgre (1959, 1964, 1988, 1993, 2002, 2005). Las canciones de Valgre han servido de base para el musical Un cuento de hadas en la música (libreto de Ülo Raudmäe, Sulev Nõmmik y Enn Vetemaa, cuyo estreno tuvo lugar en 1967 en la Ópera Nacional de Estonia), la película Por siempre tuyo (dirigida por Mati Põldre, guion de Lembit Lauri, 1976), la obra de teatro Valgre tee kutse (dirigida por Kaarel Kilvet, estrenada en el Teatro de la Juventud en 1985) y el largometraje Estas viejas cartas de amor (dirigido por Mati Põldre, 1992); CD 1993, DVD 2003). 
Desde 1988, se celebra el Festival de la Canción Raimond Valgre en el Instituto Karlova de Tartu. Desde 1998, la Semana de la Cultura desde 1998 y el festival "Kummardus Valgrele" en Pärnu desde 2002.